# Södermanlands runinskrifter 222
Runinskrift Sö 222 är en runhäll i en vägkrök mitt inne i byn Frölunda, Sorunda socken, Sotholms härad på Södertörn i Södermanland. 
Frölunda med förhistoriska anor avslöjar via sitt namn att här under vikingatiden varit en helig plats tillägnad guden Frej. Den från runor översatta inskriften lyder enligt nedan:

## Inskriften
Runsvenska: k--kr lit hakua sta-n thina aftRr hulmfastr sun
Normaliserad: K(vi)kR let haggva stäin thenna äftir Holmfast(r), sun (sinn) 
Nusvenska: "Kvick lät hugga denna sten efter Holmfast, sin son".